# Detto Costa
Deusdedit Peres Costa (Caruaru, 11 de maio de 1944), mais conhecido como Detto Costa, é um diretor de televisão e empresário brasileiro.

## Biografia
Chegou ao Rio de Janeiro no início de 1967 trazido por seu irmão Irandir Costa, conhecido como "Otropi" da dupla com o "Coronel Ludugero", personagem do humorista Luiz Jacinto, ambos falecidos em um desatre aéreo em 1970.
Detto trabalhou na TV Tupi do Rio de Janeiro na equipe de produção do Programa Flávio Cavalcanti.
Depois da TV Tupi foi contratado por Silvio Santos, com quem trabalhou por dezesseis anos consecutivos, de 1971 a 1987. No Programa Silvio Santos dirigiu os quadros: Show da Loteria, Cidade Contra Cidade, Arrisca Tudo, Tudo por Dinheiro, e criou o quadro Namoro na TV. Detto dirigiu, além do Programa Silvio Santos, o Troféu Imprensa e o programa humorístico Alegria 81.
Em 1987 foi contratado pela Rede Globo de Televisão. Lá começou sendo diretor do Caminhão do Faustão. Poucos meses depois assumiu a direção geral do programa Domingão do Faustão, ficando no cargo durante dez anos.
Criou dezenas de quadros para o Domingão do Faustão entre eles "Sexolândia", "Arquivo Confidencial" e "Melhores do Ano" (o qual ele criou para concorrer com o Troféu Imprensa, do SBT)
Detto ganhou em 1993, 1994 e 1995 o troféu Antena de Ouro, como melhor Diretor de Televisão do Ano.
Em 1999, é chamado pela direção da Rede Globo para dirigir o programa Gente Inocente. Foi diretor geral deste programa até 2001.
Em 2004 assina com a Rede Record de Televisão para ser o diretor de criação da emissora, cargo no qual está até hoje.
Na Rede Record já criou inúmeros quadros para programas da casa como: Tudo é Possível, Hoje em Dia, Domingo Espetacular, O Melhor do Brasil, Balanço Geral e Programa do Gugu.

## Vida pessoal
É casado com a escritora americana Sylvia Ann Costa desde 1990, com quem tem três filhos: Phillip, William e Anna Karissa.
Claudio e Gabriela são seus filhos mais velhos, frutos do seu primeiro casamento.

Gabriel thibodeaux de Melo Costa (filho de William) é seu único neto